# Juan Diego Flórez
Juan Diego Flórez (* 13. ledna 1973, Lima) je peruánský operní pěvec, tenor, obzvláště známý pro své belcantové role.

## Život a působení
Jeho otec Rubén Flórez byl známým kytaristou a zpěvákem žánru criolla. V 17 letech začal studovat na Conservatorio Nacional de Música v Limě. V průběhu studií objevil své dispozice pro klasický zpěv. Stal se členem Coro Nacional Peru. Získal stipendium na Curtis Institute of Music v americké Philadelphii, kde studoval od roku 1993 do roku 1996. Začal zpívat v italských belcantových operách (Rossini, Bellini, Donizetti), jež se staly jeho doménou. V roce 1994 ho peruánský tenorista Ernesto Palacio pozval do Itálie, aby pracoval na nahrávání opery Vicente Martina y Solera Il Tutore Burlato. Palacio se následně stal Flórezovým učitelem, mentorem a manažerem a měl hluboký vliv na jeho kariéru. Průlomem a profesionálním debutem se stalo jeho vystoupení v roce 1996 na Rossiniho festivalu v italském městě Pesaro. Ve stejném roce debutoval v milánské La Scale v Gluckově Armidě. O rok později absolvoval debut v Covent Garden, kde zpíval roli hraběte Potoskiho v celosvětové premiéře koncertního představení Donizettiho Elisabetty. V roce 1999 debutoval ve Vídeňské státní opeře, roku 2002 v Metropolitní opeře v New Yorku. Vydal též šest sólových recitálů na CD.
V roce 2007 získal nejvyšší vyznamenání své země, Řád slunce Peru.